# 约瑟夫·克里普斯
约瑟夫·阿萊斯·克里普斯（德語：Josef Alois Krips，1902年4月8日—1974年5月16日），奧地利指揮家，小提琴家。

## 生平
1902年，约瑟夫·阿萊斯·克里普斯出生於維也納，繼而成為曼第澤夫斯基和魏因加特纳的徒弟。1921至1924年間，在維也納民俗歌劇院擔當魏因加特纳的助理和合唱隊的總監。其後克里普斯成為了不同樂隊的指揮，如在1926至1933年間，成為卡尔斯鲁厄當地樂團的音樂總監。1933年回歸維也納，擔任民俗歌劇院的常駐指揮，也經常在國立歌劇院指揮。1935年成為維也納藝術學院教授，並開始每年在萨尔茨堡音乐节上指揮音樂會，直至1938年。
雖然自幼是天主教徒，但由於父親是猶太人，因此克里普斯在德奧合併後，離開了維也納，移居貝爾格萊德，以免無法繼續指揮生涯。但克里普斯也只能在貝爾格萊德的歌劇院和愛樂管弦樂團工作一年多，南斯拉夫便淪為德軍佔領，餘下的戰爭歲月，克里普斯便在食品工廠擔當工人渡過 。
戰爭結束後，克里普斯1945年回到奧地利。由於未曾為納粹政權服務，成為第一批獲盟軍批准工作的指揮家之一，更成為戰後，首位指揮维也纳爱乐乐团和在薩爾茨堡音樂節指揮的指揮家。更因克萊門斯·克勞斯被盟軍禁演，克利普斯得以指揮了1946和1947年兩屆維也納新年音樂會。之後，他和克勞斯與貝姆致力於將維也納國立歌劇院的演出回復至戰前水平。
1950至1954年間，克里普斯成為伦敦交响乐团的首席指揮，其後成為水牛城愛樂樂團的首席指揮和舊金山交響樂團的音樂總監（1963年–1970年）。而他自1963年倫敦皇家歌劇院和1966年紐約大都會歌劇院的首次登台後，便是這兩大歌劇院的常客。1968年初次指揮波士顿交响乐团。1970年克里普斯成為柏林德意志歌劇院的藝術總監。而在1970至1973年間，他成為了维也纳交响乐团的藝術顧問。
克里普斯1974年因肺癌逝世於瑞士日內瓦，享年72歲。

## 作品節選

### 商業錄音
- (CD). Concert Classics. Philips. 422 476-2.
- (CD). Concert Classics. Philips. 1989. 422 974-2.
- (CD). Concert Classics. Philips. 1989. 422 978-2.
- (CD). Concert Classics. Philips. 1989. 426 063-2.
- (CD). Concert Classics. Philips. 1990. 426 973-2.
- (CD). Concert Classics. Philips. 1990. 426 974-2.

## 個人生活
他的弟弟亨利也是一位指揮家，後來移居澳大利亞，擔任阿德萊德交響樂團的常駐指揮達23年之久（1949年–1972年）。

## 外部連結
- 约瑟夫·克里普斯在Allmusic上的頁面
- 约瑟夫·克里普斯的Discogs页面（英文）